# حنظله (هویزه)
حنظله (دشت آزادگان)، روستایی از توابع بخش هویزه شهرستان دشت آزادگان در استان خوزستان ایران است.

## جمعیت
این روستا در دهستان نیسان قرار دارد و براساس سرشماری مرکز آمار ایران در سال ۱۳۸۵، جمعیت آن ۱۱۸ نفر (۱۴خانوار) بوده‌است.